# Carla Meyer-Rasch
Carla Meyer-Rasch, früherer Name Carola Cäcilie Hedwig Meyer oder Carla Meyer (* 22. November 1885 in Celle; † 2. März 1977 ebenda) war eine deutsche Schriftstellerin, Kunstsammlerin, Erzählerin und Heimatforscherin. Die Ehrenbürgerin Celles galt als „Grande Dame“ der Stadt.

## Leben

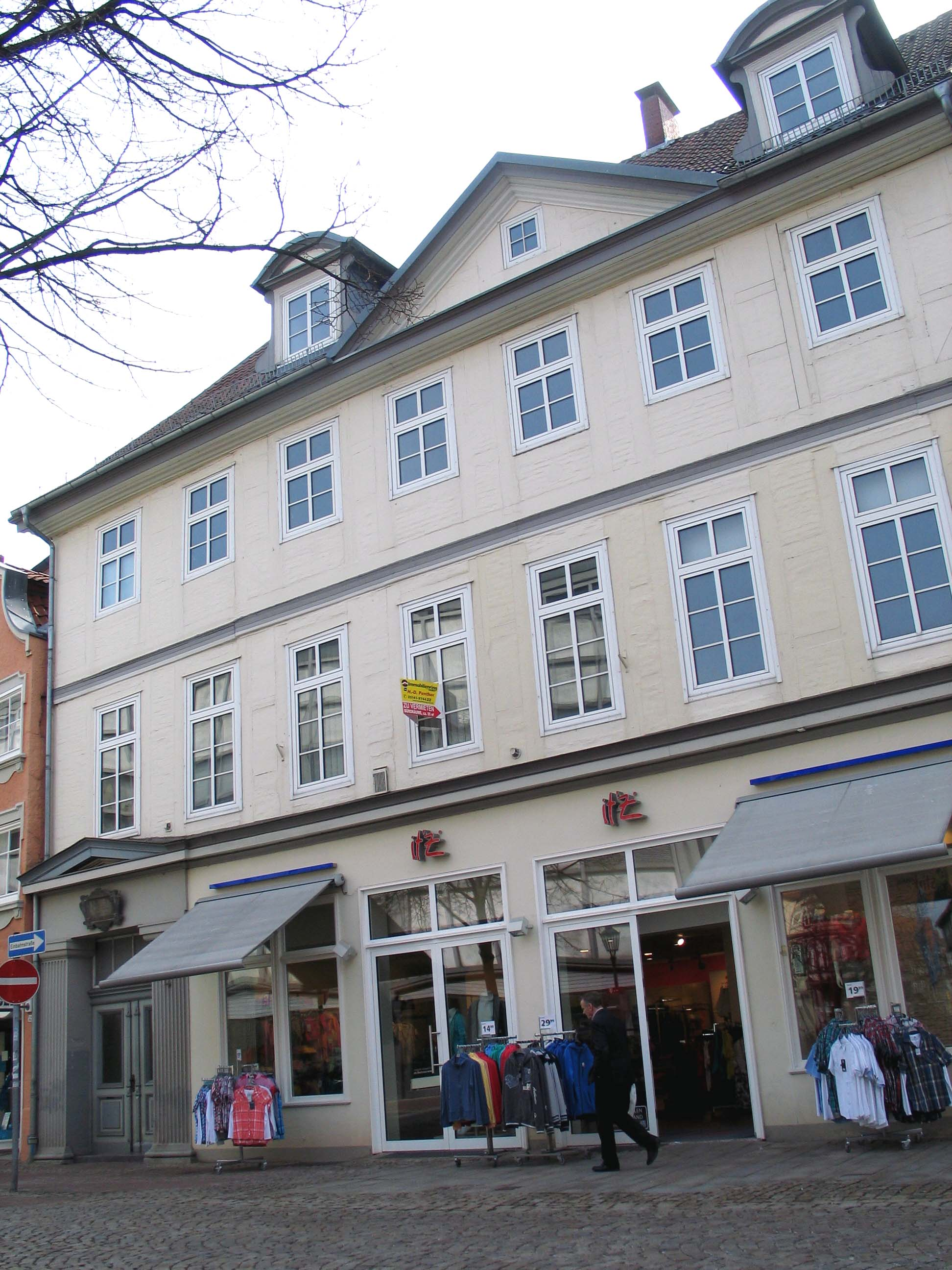
Robert-Meyer-Platz 1 in Celle, ehemals Großer Plan 1; Geburtshaus von Carla Meyer-Rasch

Die in der Gründerzeit des Deutschen Kaiserreichs in Celle geborene Carola Cäcilie Hedwig Meyer wirkte als freie Mitarbeiterin der Celleschen Zeitung. Sie war Mitglied der Celler Frauenkultur, aus der heraus sie ihre Inszenierungen Celler Modenspiele entwickelte.
1973 wurde die unter ihrem Pseudonym Carla Meyer-Rasch publizierende Schriftstellerin zur Ehrenbürgerin der Stadt Celle ernannt.

## Schriften (Auswahl)
- Auf den Nähtisch zu legen. Gedichte, 1928
  - 2., erweiterte Auflage, mit 49 Bildern von Gerda Riege, Celle: Schulze, 1938
- Das Glück der Hand, 1934
- Alte Häuser erzählen, 3 Bände (1936, 1962, 1974), Untertitel Von Menschen und Schicksalen in der Stadt Celle, Celle: Schweiger & Pick, 1936
  - 3. Auflage, Celle: Schulzesche Buchhandlung, [1955]
- Kamerad Küche. Roman, 6.–10. Tausend, Braunschweig; Berlin; Hamburg: Westermann, [1943]
- Kleine Chronik der Kalandgasse, [1951]
- Neustädter Kirche, Pfarre und Friedhof in zwei Jahrhunderten 1751 – 1951, [1952]
- Adolf Bartels, unser Turnlehrer, 1955
- Celler Persönlichkeiten, 1957
- Vier Jahrzehnte Celler Frauenkultur, 1959
- Das Bilderbuch meines Lebens. Erinnerungen. Carla Meyer-Rasch. Aus dem Nachlaß herausgegeben von Johanna Kirste, Celle: Selbstverlag Johanna Kirste, [1985]